# Survivalism
"Survivalism" (ou Halo 23) é o primeiro single do álbum Year Zero, do Nine Inch Nails. É o vigésimo terceiro lançamento oficial da banda. A canção "Survivalism" é a terceira faixa do álbum. Com lançamento marcado inicialmente para 5 de Março de 2007, na Europa, foi informado em 4 de Março que o lançamento do single foi adiado e tem nova data prevista para 30 de Março de 2007.
Em 14 de Fevereiro, um trecho da música, na verdade o refrão de "Survivalism" pode ser ouvido ligando para o número de telefone 1-310-295-1040, o qual foi encontrado no Valentine's Day de 2007 juntando numerais descoloridos na parte de trás de uma camisa de turnê.
A canção fez sua estréia no dia seguinte na rádio 102.1 The Edge em Toronto, Canadá e em 16 de Fevereiro, foi tocada oficialmente em estações de rádio dos Estados Unidos. A música também está disponível no MySpace do Nine Inch Nails, junto com outras canções do Year Zero.
Em 13 de Março, a banda liberou a música em formato Garageband, assim como havia feito com "The Hand That Feeds" e "Only"; os vários canais separados para qualquer fã fazer um remix da música. A intenção é lançar todas as faixas do novo álbum em formato Garageband nos próximos meses.
"Survivalism" foi tocada ao vivo pela primeira no show do dia 19 de Fevereiro, em Barcelona, Espanha.

## Tema
Survivalism (que em português seria algo como Sobrevivêncialismo) é um termo comumente usado para a subcultura ou movimento de pessoas que antecipam e se preparam para uma futura ruptura na ordem local, regional ou mundial, seja social ou política.

## Video Clipe
Nine Inch Nails começou a filmar o vídeo para "Survivialism" em 5 de Fevereiro de 2007, na área de Los Angeles. Em 7 de Março de 2007, no mini-site de Year Zero apareceu uma tarja cinza atrás do título da música na relação de faixas do site, indicando que, assim como acontecera anteriormente, ela seria revelada. Como a música já havia sido, tratava-se do videoclipe. No mesmo dia, quando Nine Inch Nails tocou na Carling Academy Brixton em Londres, Inglaterra, USB pen drives contendo versões em resoluções alta e baixa do vídeo foram entregues a alguns dos presentes no concerto.  Pouco depois, o vídeo já circulava na internet.
O vídeo mostra a vida de pessoas distintas através de câmeras de vigilância instaladas em um bloco de apartamentos, bem ao estilo Big Brother, do livro 1984 de George Orwell. As câmeras mostram:
- Um casal mais velho assistindo televisão com um retrato de Jesus atrás deles
- Um homem cuidando de sua esposa enquanto ela está tendo uma overdose (possivelmente pelo uso da droga fictícia opal)
- Uma mulher asiática de topless passando maquiagem no banheiro
- Um homem sozinho sentado em sua mesa olhando para sua comida
- Um casal gay fazendo sexo na cama
- Três homens trabalhando em uma workshop com stencils e mais tarde em um beco.
- Um homem em seu cubículo surfando pela internet com seu laptop da Apple
- Nine Inch Nails tocando a canção em um quarto fechado

Há também câmeras que mostram corredores e escadas dentro do bloco de apartamentos. Depois de quase 1 minuto, três telas mostram uma equipe da SWAT armada com sub-metralhadoras se reunindo do lado de fora do bloco. Eles entram em formação, e eventualmente arrombam uma porta que contem letras em stencil escrito "REV1A 3•4" e entram no apartamento. O barulho é ouvido por todos os residentes, que param o que estavam fazendo e vão investigar, logo após retornando a suas atividades normalmente. Nessa hora, algumas câmeras foram desligadas e mostram estática. A banda não está mais no quarto, e a cena final é um membro da equipe da SWAT arrastando o corpo sangrando de Trent, por um canto.
A passagem da Bíblia escrita na porta é de Apocalipse, uma passagem falando da destruída cidade-nação da Babilônia e descrevendo como ela foi corrompida por luxúria e adultério, e como as pessoas estão sendo chamadas para deixar esta nação indecente para trás e não tomar parte em sua imoralidade para deixar de compartilhar do julgamento dela.
O cronômetro no monitor às vezes muda o último número por uma letra. isto eventualmente forma a frase "THE_WATER_TURNED_TO_BLOOD." Diversos versos bíblicos que se referem a água e sangue são mostrados pelo vídeo. Isaías 15:9 no grafite na parede, João 19:34 na figura de Jesus atrás do casal e II Reis 3:22 e Êxodo 7:21 no quadro atrás do homem com o computador. Isto levou a descoberta do sítio thewaterturnedtoblood.com. A página principal parece não ter mais que uma figura e alguns textos sem sentido, mas contém scripts que pedem senhas e remetem a outros arquivos. O texto que fica na parte de baixo da página e começa com "For The Lord said..." contém escondido um nome, que aparece duas vezes: francescafrancesca

## Faixas

### CD Promocional
01. "Survivalism" (LP version) – 4:22

02. "Survivalism" (edit) – 4:22 

### CD Single
01. Survivalism

02. Survivalism (Tardusted Mix)

03. The Greater Good (Instrumental)

04. Survivalism (Video)

## Posições nas paradas
"Survivalism" foi tocada 501 vezes e estreou na 28ª posição na parada Modern Rock Tracks da Billboard na semana terminando em 23 de Fevereiro de 2007. Desde então, subiu para a 2ª posição, tornando-se o quarto single consecutivo do NIN a chegar ao top 10.

## Créditos
- Trent Reznor - letras, performance e produção
- Atticus Ross - produção
- Saul Williams - vocais de apoio